# سزار وایهو
سزار آبراهام وایِهو مندزا (به اسپانیایی: César Abraham Vallejo Mendoza؛ ۱۶ مارس ۱۸۹۲ – ۱۵ آوریل ۱۹۳۸) یا سزار والیهو (به انگلیسی: César Vallejo) یک شاعر، نویسنده، نمایشنامه‌نویس و روزنامه‌نگار اهل پرو بود. اگر چه او در طول عمرش تنها سه دفتر شعر به چاپ رساند اما یکی از شاعران نوآور قرن بیستم در همه زبان‌ها در نظر گرفته می‌شود.
سزار وایهو همیشه یک قدم جلوتر از رویکردهای ادبی زمانه بود و در هر یک از کتاب‌هایش متمایز از دیگران جلوه کرده‌است که خود انقلابی ادبی بشمار می‌رود. وایهو عضو جمعیت روشنفکری «گروه شمالی» بود که در ساحل شمالی پرو، شهرستان تروخیو تشکیل شده بود.
توماس مرتون او را به نام «بزرگترین جهانی شاعر پس از دانته» خوانده‌است. شاعر و منتقد بریتانیایی مارتین سیمور-اسمیت که مقام برجسته‌ای در ادبیات جهان دارد وایهو را «بزرگترین شاعر قرن بیستم در هر زبان» نامیده‌است.
کلیتون اشلمن و خوزه رابیا بارکیا برای ترجمه «اشعار کامل پس از مرگ سزار وایهو» برنده جایزه ملی کتاب برای ترجمه در سال ۱۹۷۹ شدند.
در ۱۶ مارس ۲۰۱۲ موتور جستجوی گوگل به مناسبت ۱۲۰مین سالروز تولد سزار والیهو و به افتخار او گوگل دودل صفحه اصلی خود را در پرو تغییر داد.

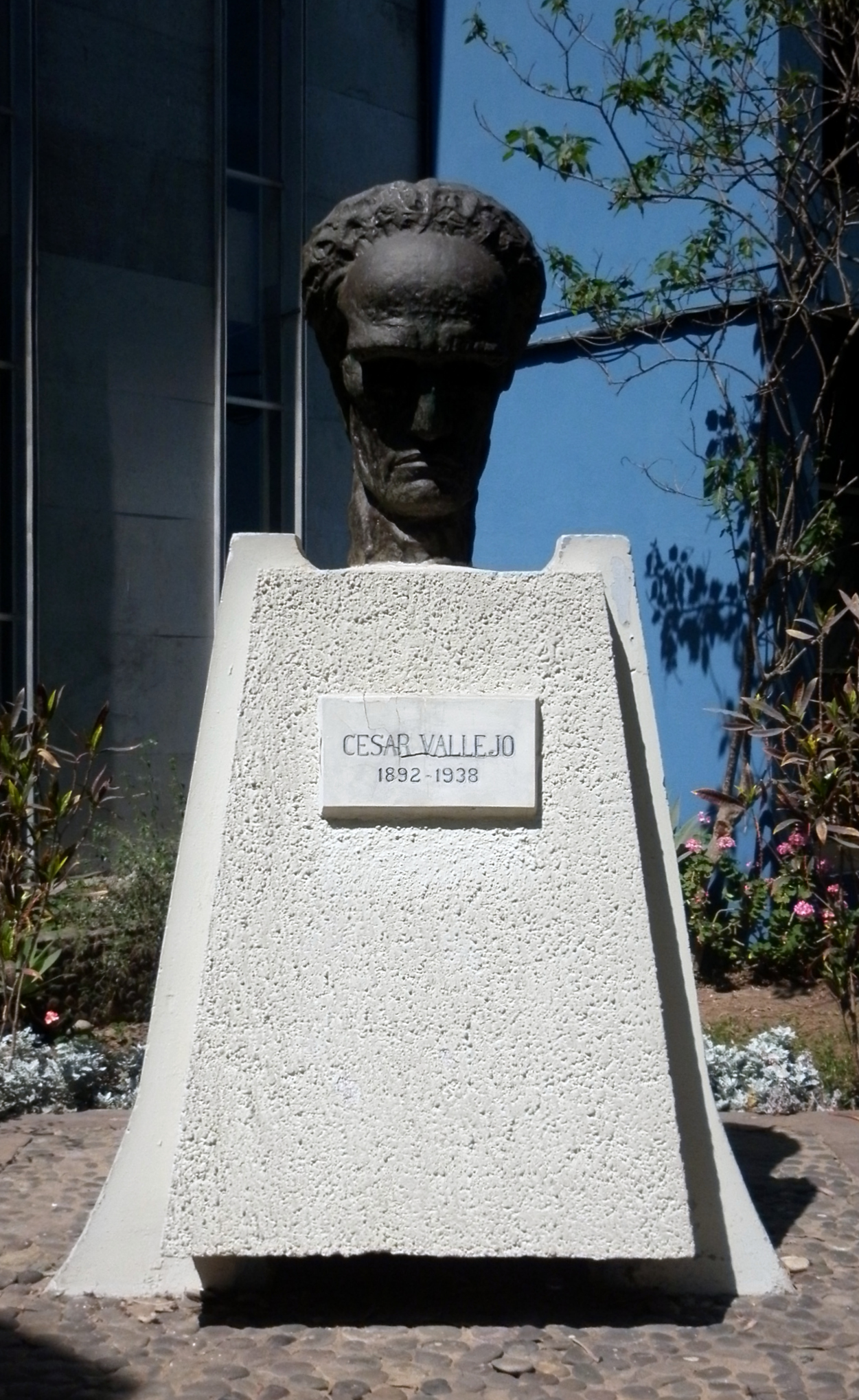
بنای یادبود سزار والجو در دانشگاه ملی سن مارکوس جایی که او تحصیل کرد.

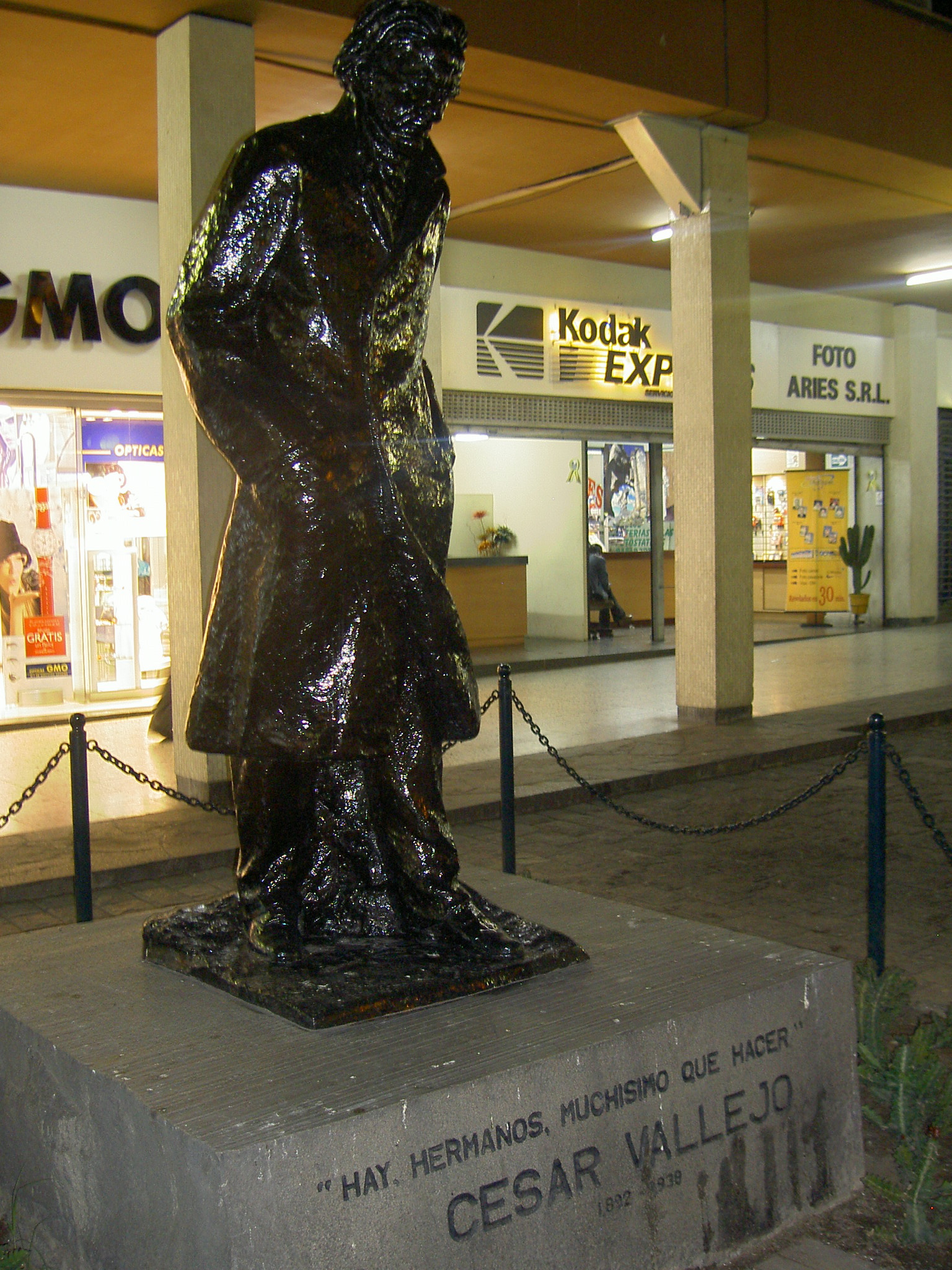
بنای یادبود سزار والجو در لیما.

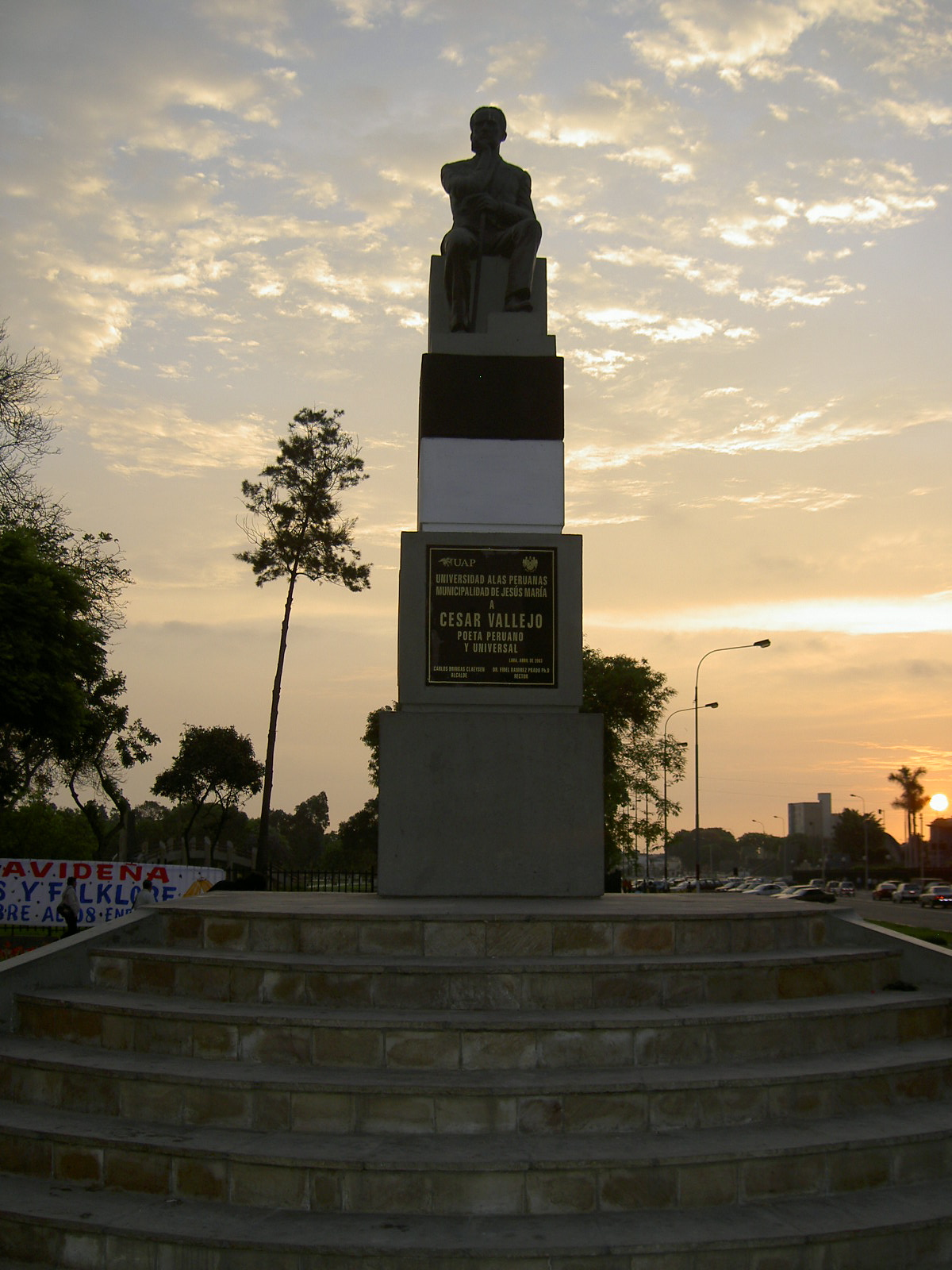
بنای یادبود سزار والجو در منطقه جیزز ماریا در لیما، پرو.